# شمع شیکاگو 5
شمع شیکاگو ۵
(به انگلیسی: Chicago Pile-5)

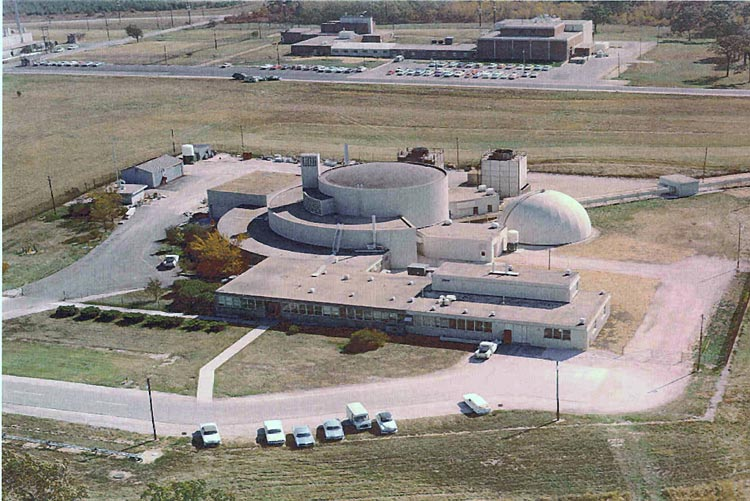
تصویری از محوطه رآکتور شمع شیکاگو ۵

آخرین رآکتور تحقیقاتی از پروژه شمع شیکاگو بود که با CP-1 در سال ۱۹۴۲ آغاز به کار کرد. اولین راکتور ساخته شده در سایت آزمایشگاه ملی آرگون آمریکا  ،  فعالیت از سال ۱۹۵۴ تا ۱۹۷۹ کار کرد.
شمع شیکاگو 5  یک راکتور نوترونی حرارتی بود که از اورانیوم غنی شده به عنوان سوخت و  از آب سنگین به عنوان خنک‌کننده و تعدیل کننده نوترون استفاده می کرد. این نوترونها برای استفاده در تحقیقات تولید میشود . خروجی راکتور ۵ مگاوات بود.
پاکسازی هسته ای و از کار انداختن سایت CP-5 یا شمع شیکاگو 5 در سال ۱۹۹۱ آغاز شد و در سال ۲۰۰۰ تکمیل گردید . فرایند پاکسازی شامل حذف کلیه تجهیزات آلوده و سوخت مصرفی ، ضد عفونی کردن هسته رآکتور و لوله‌کشی های مربوط به  استخر آب سنگین سوخت مصرف شده ، قطعات داخلی رآکتور و  نواحی قابل دسترسی سازه که امکان  وجود تشعشعات در آن بود را در بر داشت .

## جستارها
شمع شیکاگو
شمع شیکاگو ۳
شمع شیکاگو ۴ (راکتور آزمایشی I )